# Role Model
Role Model – singel amerykańskiego rapera Eminema, którego premiera odbyła się 26 maja 1999 roku. Utwór promował drugi solowy album rapera pt. The Slim Shady LP. W 2005 r. singel znalazł się na edycji specjalnej kompilacji zatytułowanej Curtain Call: The Hits.

## Lista utworów
Źródła.
CD
| Nr | Tytuł utworu                   | Twórcy tekstu                     | Producent        | Długość |
| -- | ------------------------------ | --------------------------------- | ---------------- | ------- |
| 1. | „"Role Model" (Radio Version)” | M. Mathers, A. Young, M. Bradford | Dr. Dre, Mel-Man | 3:22    |
| 2. | „"Role Model" (Album Version)” | M. Mathers, A. Young, M. Bradford | Dr. Dre, Mel-Man | 3:25    |

12"
| Nr | Tytuł utworu                         | Twórcy tekstu                     | Producent            | Długość |
| -- | ------------------------------------ | --------------------------------- | -------------------- | ------- |
| 1. | „"Role Model" (Radio Version)”       | M. Mathers, A. Young, M. Bradford | Dr. Dre, Mel-Man     | 3:22    |
| 2. | „"Role Model" (Album Version)”       | M. Mathers, A. Young, M. Bradford | Dr. Dre, Mel-Man     | 3:25    |
| 3. | „"Role Model" (Instrumental)”        |                                   | Dr. Dre, Mel-Man     | 3:17    |
| 4. | „"Cum On Everybody" (Club Edit)”     |                                   | Jeff Bass, Mark Bass | 3:13    |
| 5. | „"Cum On Everybody" (Album Version)” |                                   | Jeff Bass, Mark Bass | 3:40    |
| 6. | „"'97 Bonnie & Clyde" (Club Edit)”   |                                   | Jeff Bass, Mark Bass | 3:49    |